# برجاماندگان یحیی
برجاماندگان یحیی نمایشنامه‌ای چاپ‌نشده از محمّد چرم‌شیر است که در سال ۱۳۶۶، با کارگردانی حسین جعفری به‌روی صحنه رفته است.